# Rika Ishii
Rika Ishii (石井里佳, Ishii Rika, née le 26 février 1980 à Hiroshima (Japon) est une chanteuse de J-pop, ex-idole japonaise au sein du Hello! Project en 2001 et 2002.
Elle débute à l'âge de 20 ans sous le nom Peachy en 2000, sortant trois singles. Elle intègre ensuite le Hello! Project en 2001, en tant que soliste sous le nom Rika Ishii (石井リカ), chantant quelques titres sur des albums en commun des séries Douyou Pops et Folk Songs, et participe au groupe temporaire Odoru 11 en 2002. Elle quitte le H!P en 2003 et continue sa carrière solo en indépendante, modifiant l'écriture de son nom en Rika Ishii (石井里佳).
Elle sort finalement son premier album solo en 2010.

## Discographie

### Sous le nom de Peachy
Singles indies
1. 25 octobre 2000 : Super Jet Shoes ~Mirai wo Aruku Kutsu (スーパージェットシューズ～未来を歩つ?)
2. 26 décembre 2000 : Snow Paradise (スノーパラダイス?)
3. 18 avril 2001 : Yume Miru Chikara (ユメミルチカラ?)

### Sous le nom de Rika Ishii
Albums
1. 3 septembre 2010 - Aoi Kuma (あおいくま?)
2. 24 avril 2013 - Slow Love
3. 25 septembre 2013 - la mer

Singles indies
1. 17 mars 2005 - Kotoshima (琴島?)
2. 9 août 2006 - Ao (蒼?)
3. 14 août 2008 - blue

Single major
1. 15 janvier 2015 - Chinrenka (鎮恋歌?)

Autre titre
- 2009 : Rainbow Rain (sur la compilation Such A Beautiful Girl Like You)

### Participations au Hello! Project
Albums
- 2001.11.29 : The Douyou Pops 1 Christmas to Fuyu no Uta Shū (ザ･童謡ポップス1 クリスマスと冬のうた集)
- 2002.02.20 : The Douyou Pops 2 Haru no Uta Shū (ザ･童謡ポップス2 春のうた集)
- 2002.05.22 : Folk Songs 2
- 2002.06.05 : The Douyou Pops 3 Natsu no Uta Shuu (ザ･童謡ポップス3 夏のうた集)
- 2002.07.10 : Hawaiian de Kiku Morning Musume Single Collection (ハワイアンで聴くモーニング娘。シングルコレクション)
- 2002.09.04 : The Douyou Pops 4 Aki no Uta Shū (ザ･童謡ポップス4 秋のうた集)
- 2002.12.04 : Shinsaku Douyou Pops 1 (新作・童謡ポップス 一)

Singles
- 2002.06.26 : Morning Musume Single Medley ~Hawaiian~ (モーニング娘。シングルメドレー～ハワイアン～)
- 2002.07.03 : Shiawase Kyōryū Ondo (幸せきょうりゅう音頭) (avec Odoru 11)